# Піщанська волость (Куп'янський повіт)
Піщанська волость — адміністративно-територіальна одиниця Куп'янського повіту Харківської губернії з центром у слободі Піски Радьківські.
Станом на 1885 рік складалася з 23 поселень, 7 сільських громад. Населення — 8627 осіб (4178 чоловічої статі та 4449 — жіночої), 1335 дворове господарство.
|                     | Площа, десятин | У тому числі орної, дес. |
| ------------------- | -------------- | ------------------------ |
| Сільських громад    | 19490          | 13020                    |
| Приватної власності | 9063           | 3073                     |
| Іншої власності     | —              | —                        |
| Загалом             | 28553          | 16093                    |

Основні поселення волості:
- Піски Радьківські — колишня державна слобода за 52 верст від повітового міста, 2134 особи, 356 дворів, православна церква, школа, 3 лавки, 3 ярмарки на рік: вознесенський, прокоповський та 9 березня.
- Вища Солона — колишня державна слобода при річці Солона, 1554 особи, 225 дворів, православна церква, школа, 3 ярмарки на рік.
- Нижче Солоне — колишній державний хутір при річці Солона, 755 осіб, 110 дворів, школа.
- Радьківка — колишнє державне село при річці Оскіл, 2134 особи, 197 дворів, православна церква, школа, 2 ярмарки на рік: преображенський і покровський.